# Lövträsket (Lycksele socken, Lappland)
Lövträsket är en sjö i Lycksele kommun och Vilhelmina kommun i Lappland och ingår i Öreälvens huvudavrinningsområde. Sjön har en area på 0,925 kvadratkilometer och ligger 533,1 meter över havet. Sjön avvattnas av vattendraget Granån (Norrån).

## Delavrinningsområde
Lövträsket ingår i det delavrinningsområde (716304-158979) som SMHI kallar för Utloppet av Lövträsket. Medelhöjden är 568 meter över havet och ytan är 5,37 kvadratkilometer. Räknas de 4 avrinningsområdena uppströms in blir den ackumulerade arean 55,95 kvadratkilometer. Granån (Norrån) som avvattnar avrinningsområdet har biflödesordning 2, vilket innebär att vattnet flödar genom totalt 2 vattendrag innan det når havet efter 224 kilometer. Avrinningsområdet består mestadels av skog (62 procent) och sankmarker (21 procent). Avrinningsområdet har 0,93 kvadratkilometer vattenytor vilket ger det en sjöprocent på 17,3 procent.